# Geoglifo

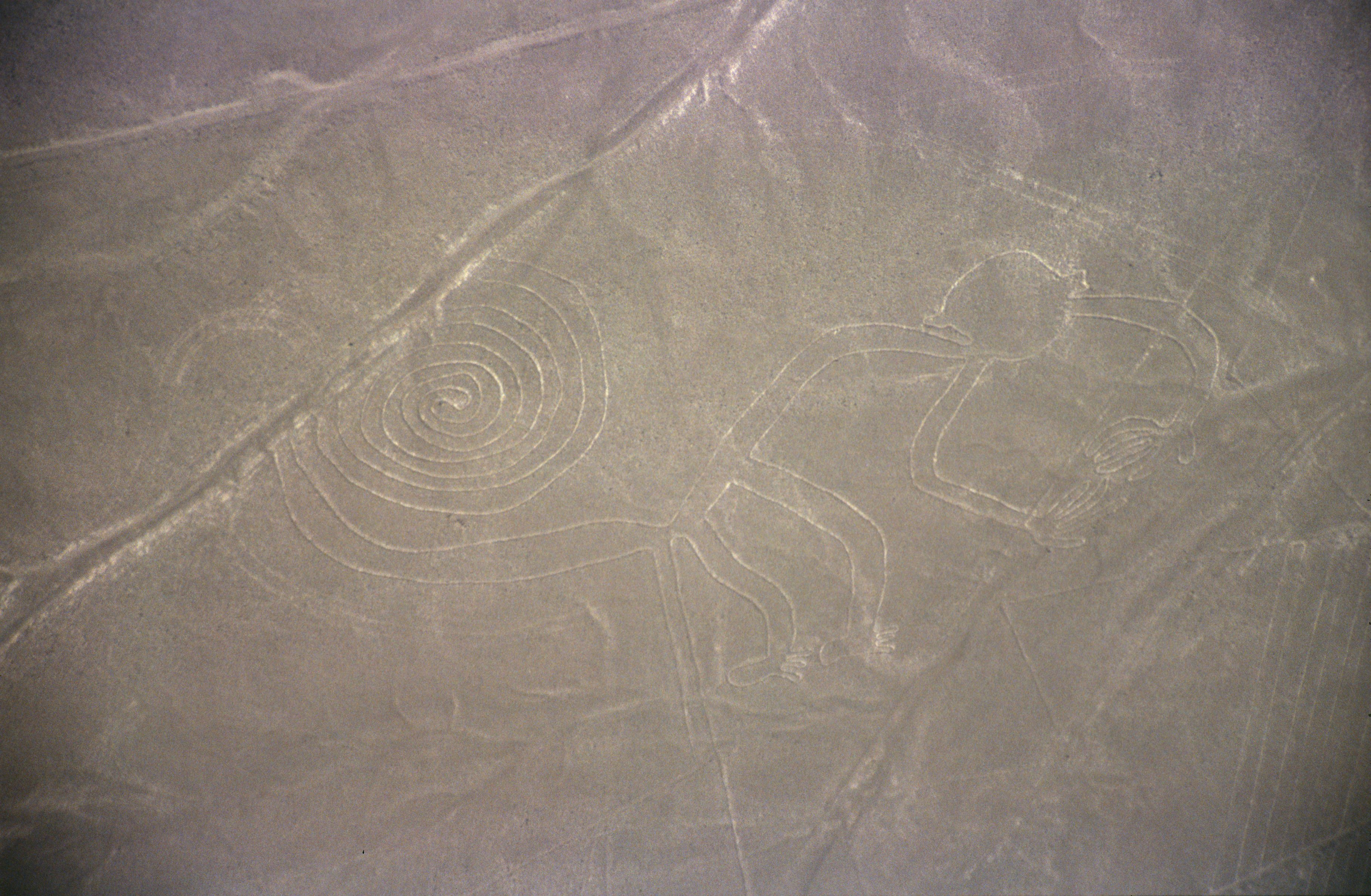
Macaco - Nazca

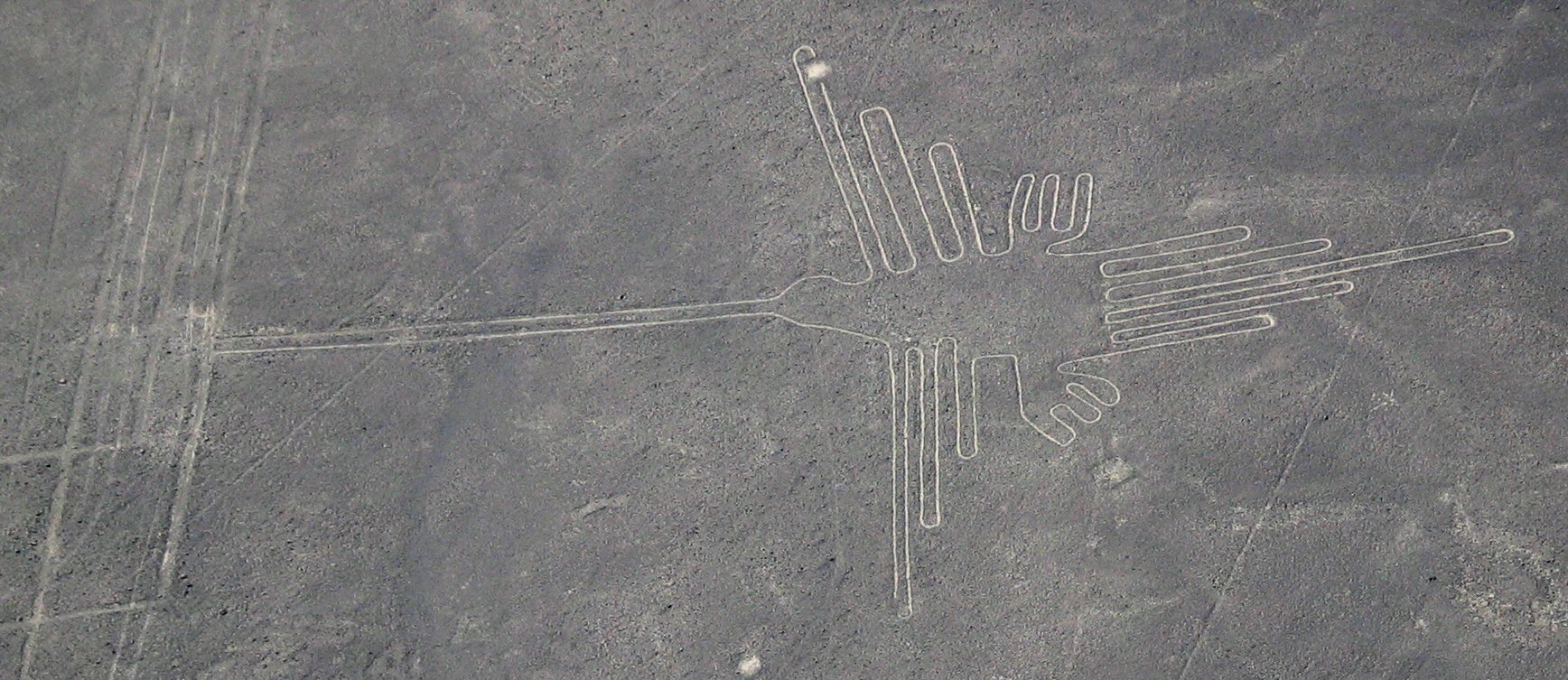
Colibri - Nazca.

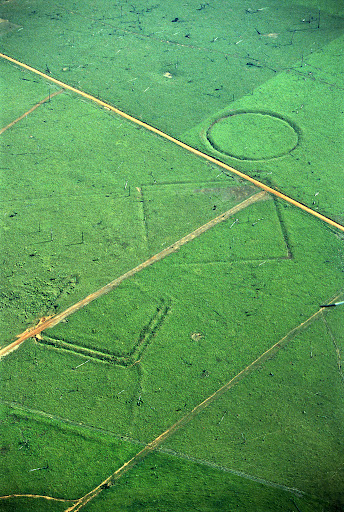
Geoglifos em terras desmatadas e em fazendas no Acre, Brasil.

Geoglifo é uma grande figura feita no chão (geralmente com mais de quatro metros de extensão), em morros ou regiões planas. Sua construção pode se dar pela disposição organizada de sedimentos (como pedras, cascalho ou terra), criando um desenho em relevo positivo, ou pela retirada de sedimentos superficiais de modo a expor uma rocha subjacente, criando um relevo negativo. Em ambos os casos a formação da imagem se dá pelo fato de que a região trabalhada se destacará do solo natural do local, formando o desenho.
Os grandes geoglifos são melhor visualizados do alto, por exemplo, se os vemos dos alto de um morro, de um balão, avião ou helicóptero. Alguns desses desenhos não podem ser vistos por completo do solo.
Entre os mais famosos geoglifos negativos estão as Linhas de Nazca, no Peru.
Recentemente, geoglifos foram descobertos na Floresta Amazônica, no estado do Acre, Brasil, o que traz novas indagações sobre as civilizações que podem ter habitado a área no passado.
Além desses, já foram registrados geoglifos antigos na Austrália, Bolívia, Chile, Estados Unidos e Reino Unido.

## Tipos

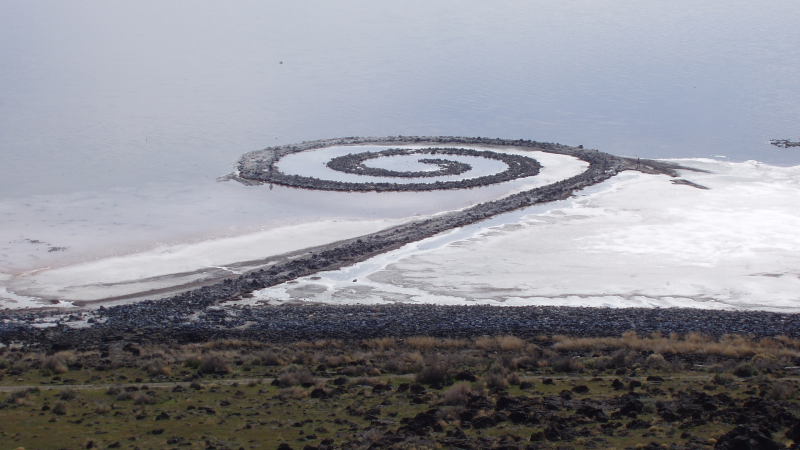
Espiral Jetty - EUA.

Essas figuras podem ser desenhadas pela organização de rochas de coloração diferente do solo ao seu redor ou por escavações, provocando um desnível. Algumas atingem um comprimento total de até 250m de uma ponta a outra. São encontrados desenhos geométricos (quadrados, círculos, linhas, espirais e etc...), antropomorfos (formas humanas) e zoomorfos (formas animais).

### Brasil
No Brasil os geoglifos podem ser encontrados nos estado do Acre, Rondônia e Sul do Amazonas. Descobertos em 1977, durante uma varredura arqueológica na Amazônia Ocidental, por Ondemar Dias, Frankly Levy e Alceu Ranzi. Nos últimos anos, em pesquisas coordenadas por Denise Schaan, descobriu-se uma quantidade muito maior, e com outras figuras, além das circulares. São círculos, quadrados, octógonos, dentre outras formas. Com o avanço das pesquisas, percebeu-se que estas formas estavam associadas, em sua maioria, a outros vestígios para além dos formatos.
Os investigadores descobriram um total de 523 geoglifos no estado do Acre.

## Exemplos antigos

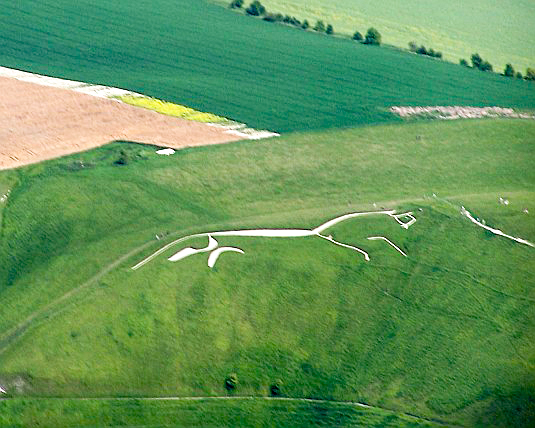
Cavalo Branco - Inglaterra.

Os geoglifos que causam maior curiosidade são as figuras feitas por povos antigos.
A primeira dúvida a se ter sobre essas figuras é de como elas foram feitas. Pelo simples motivo de que as figuras não são vistas do solo, como eles iriam conseguir se guiar para fazer figuras tão complexas como as de Nazca. A especulação sobre a atual falta de entendimento das motivações e métodos desenvolve várias hipóteses. Uma evidente especulação, é que essas figuras não foram feitas pelo homem e sim por seres extraterrestres. Já uma hipótese bastante aceita atualmente é a de que esse povos tinham tecnologia para fabricar balões, inspirada no fato de que um vaso foi encontrado com o desenho de um balão. De qualquer modo, ainda são necessárias evidências científicas e históricas que possam basear esses argumentos.  

Outro questionamento seria o motivo dessas figuras. Alguém poderia questionar para que desenhar figuras de forma que os homens não podem vê-las? A pergunta é de difícil resposta pois não entendemos as motivações daqueles povos. Uma especulação é de que as figuras são realmente feitas para se visualizar do alto, servindo de guia ou referencia para extraterrestres. A especulação com figuras extraterrestres ainda precisa lidar com a falta de evidência na existência desses seres. Ja uma hipótese com menos especulação, estima que os geoglífos são figuras para devoção ou agradecimento aos deuses (Motivo Religioso) ou simplesmente eram uma manifestação da cultura e da arte dos povos antigos.

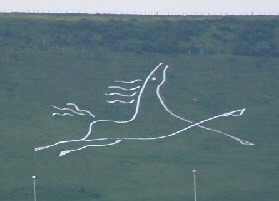
O Folkestone White Horse

## Exemplos modernos
Não existem somente geoglifos antigos. Hoje em dia o homem também cria esse tipo de arte. Exemplos modernos, no que é conhecido como Land Art, são as Palm Islands - ilhas artificiais sob a forma de palmeira quando vistas de cima - em Dubai e o Folkestone White Horse - geoglifo à forma de cavalo branco erguido em 2003 em Folkestone, Reino Unido. Também empresas, como a Coca-Cola e a Firefox, já desenharam seus símbolos sob a forma de geoglifos para fins de marketing. O da Coca se encontra em um deserto no Chile, o da Firefox, nos EUA.

## Galeria de Imagens

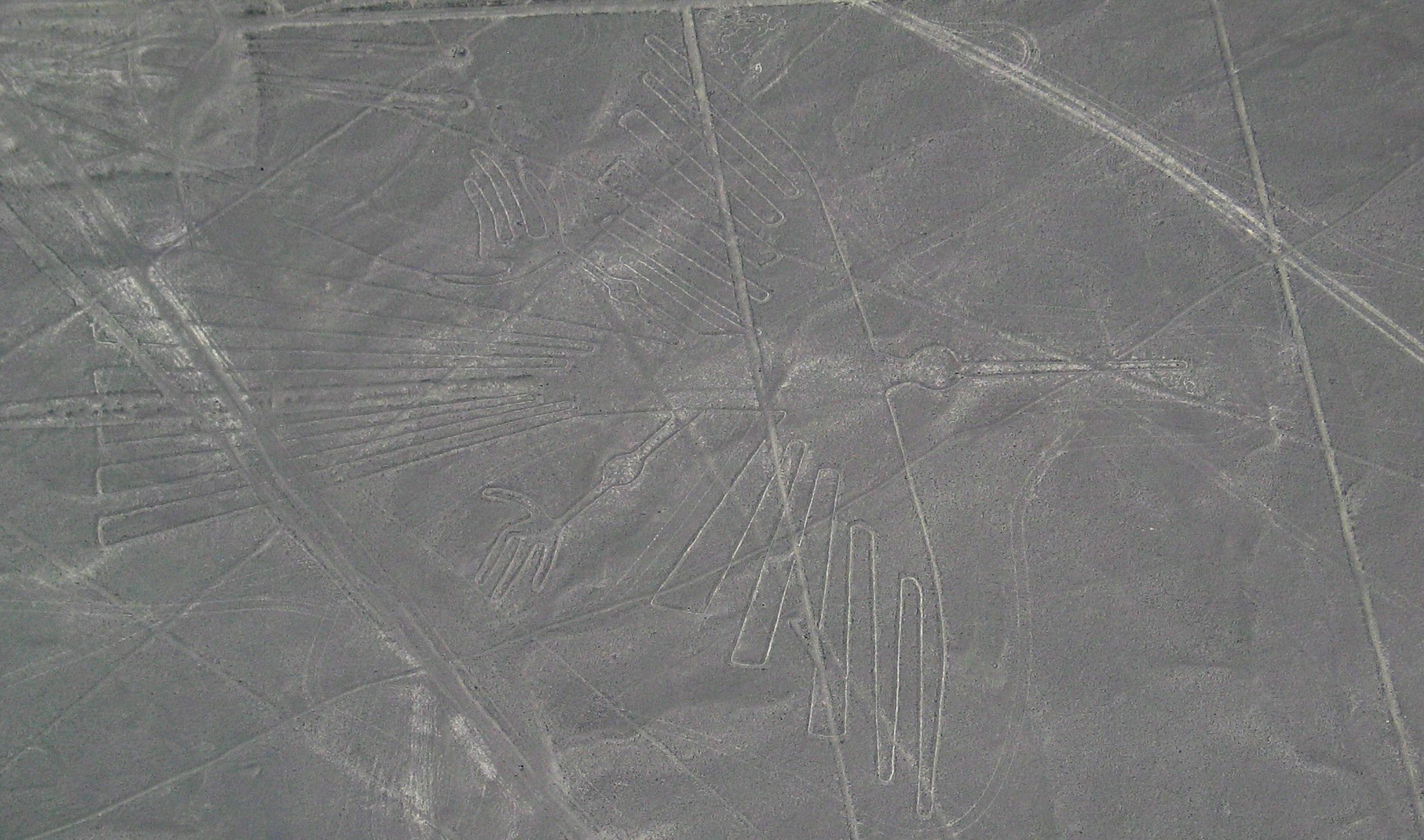
Geoglifos em Nazca.
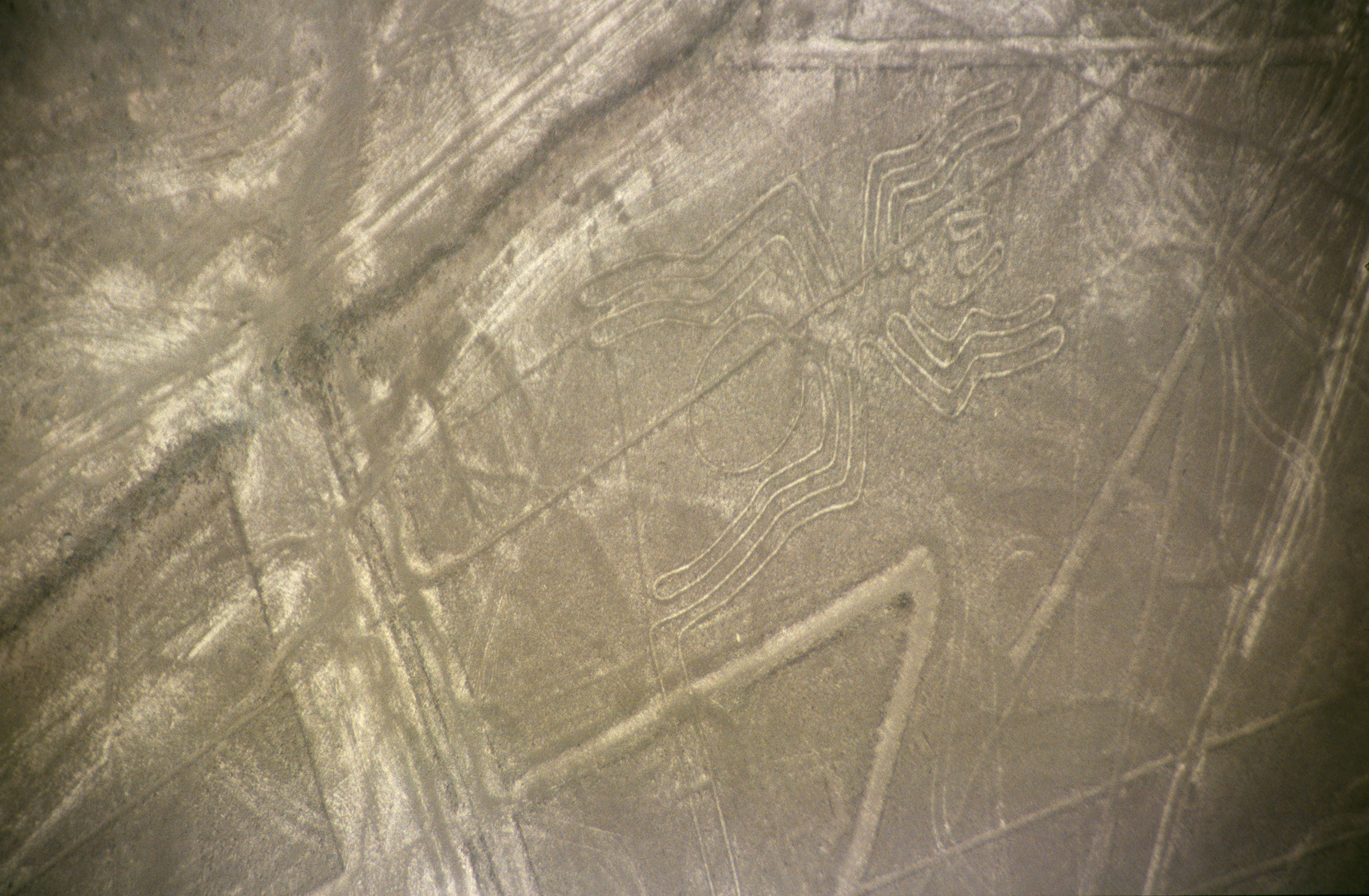
Geoglifos em Nazca.
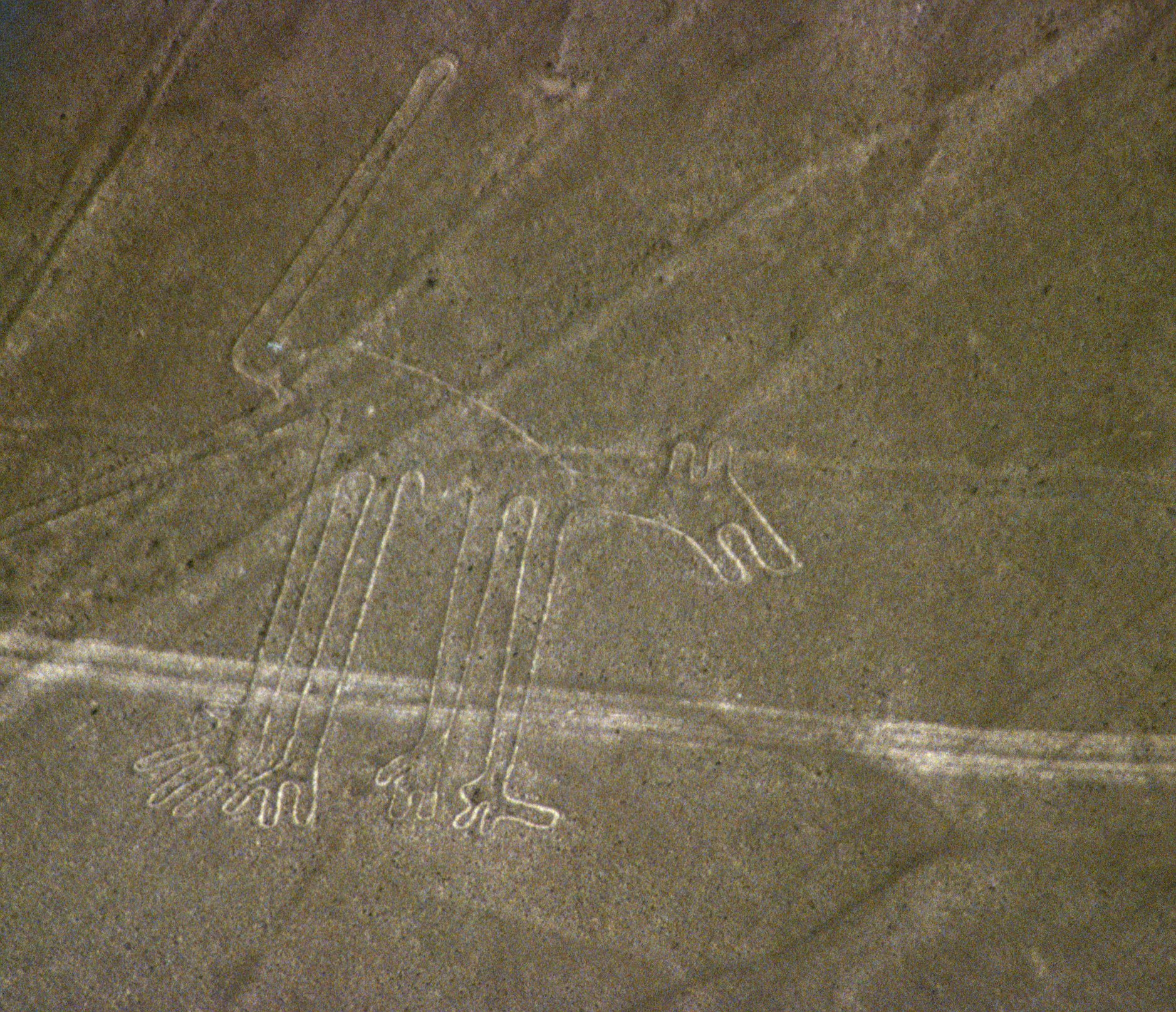
Geoglifos em Nazca.
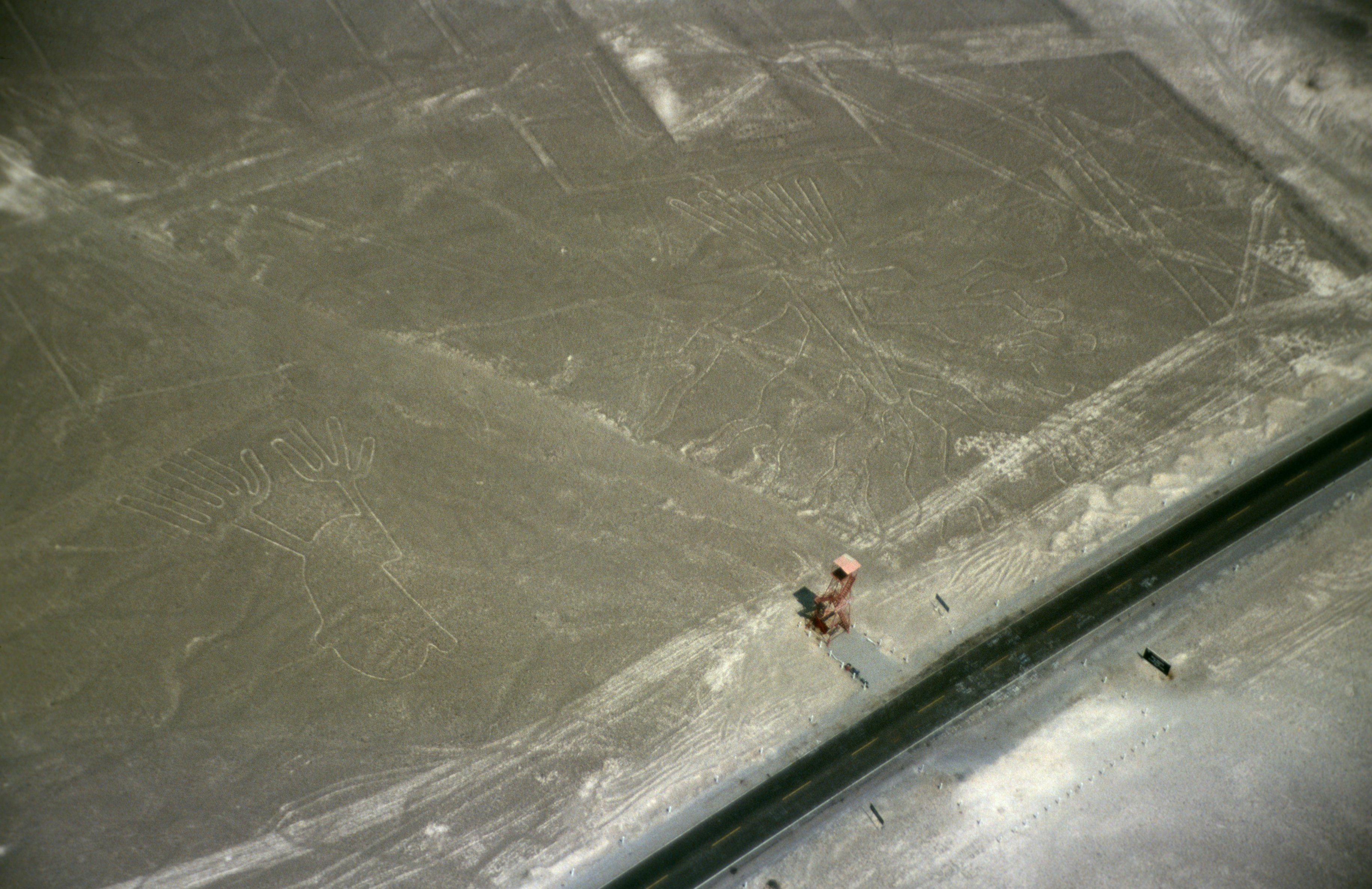
Geoglifos em Nazca.
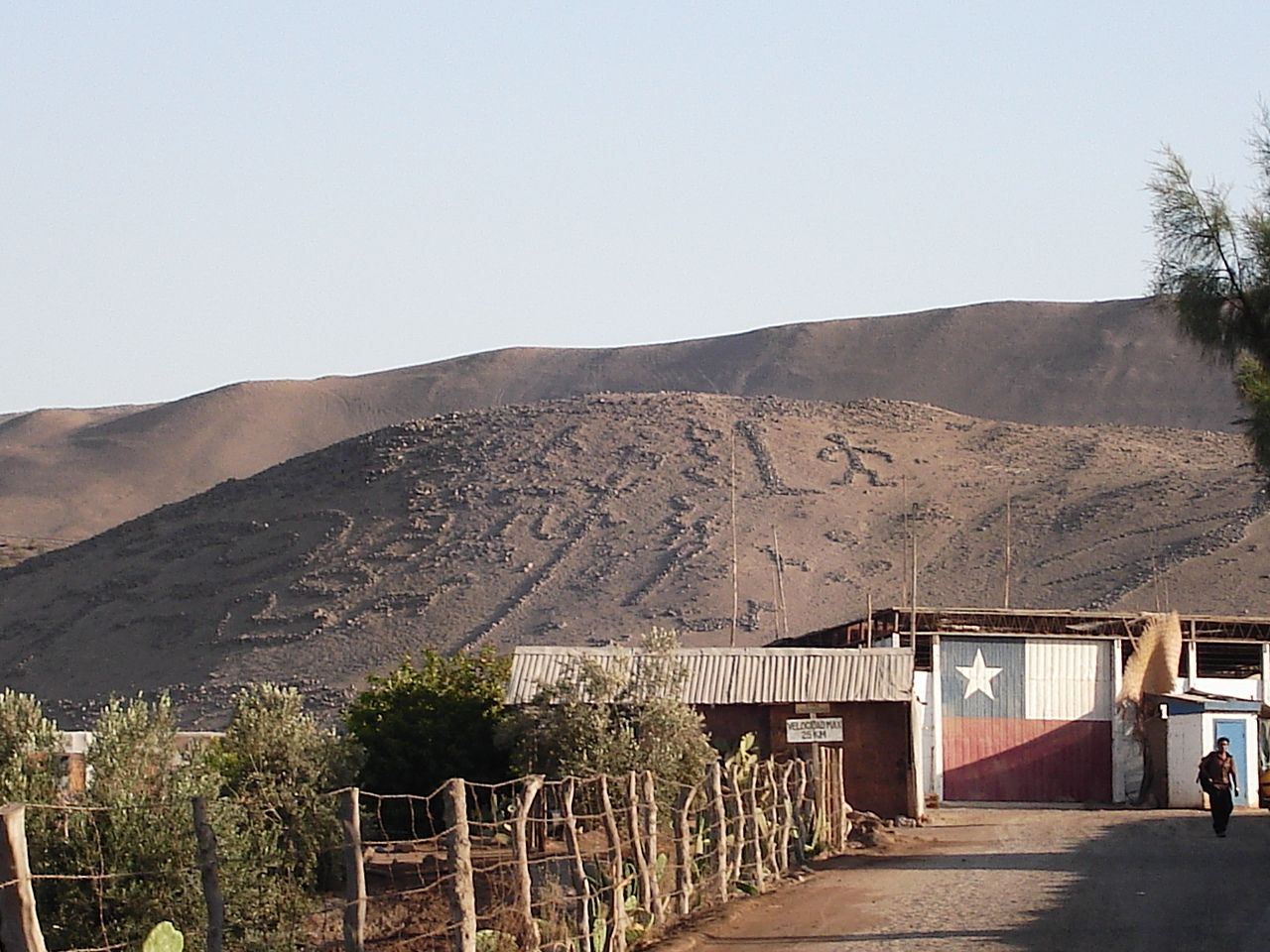
Geoglifos em Arica(Chile).
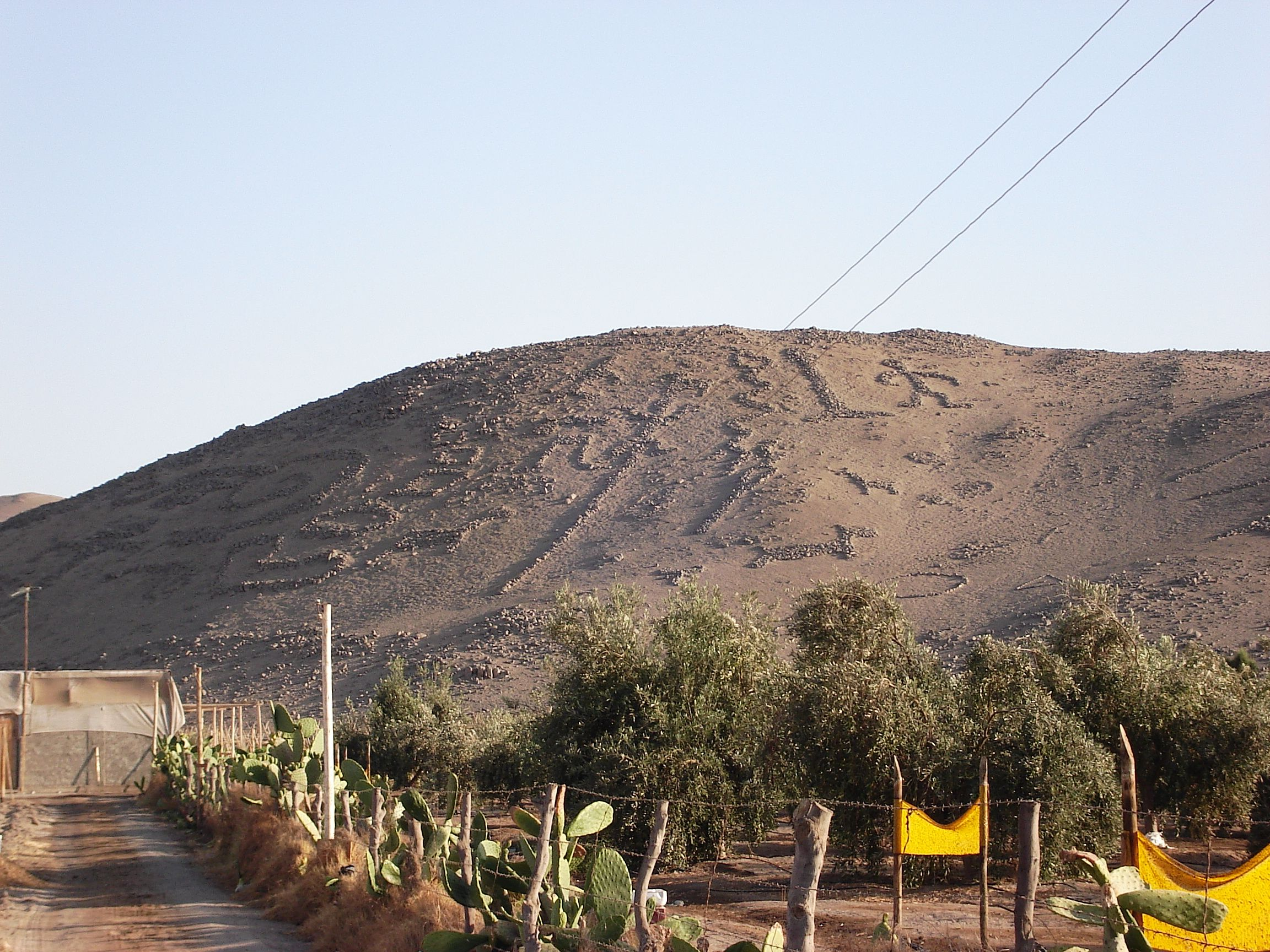
Geoglifos em Arica(Chile).
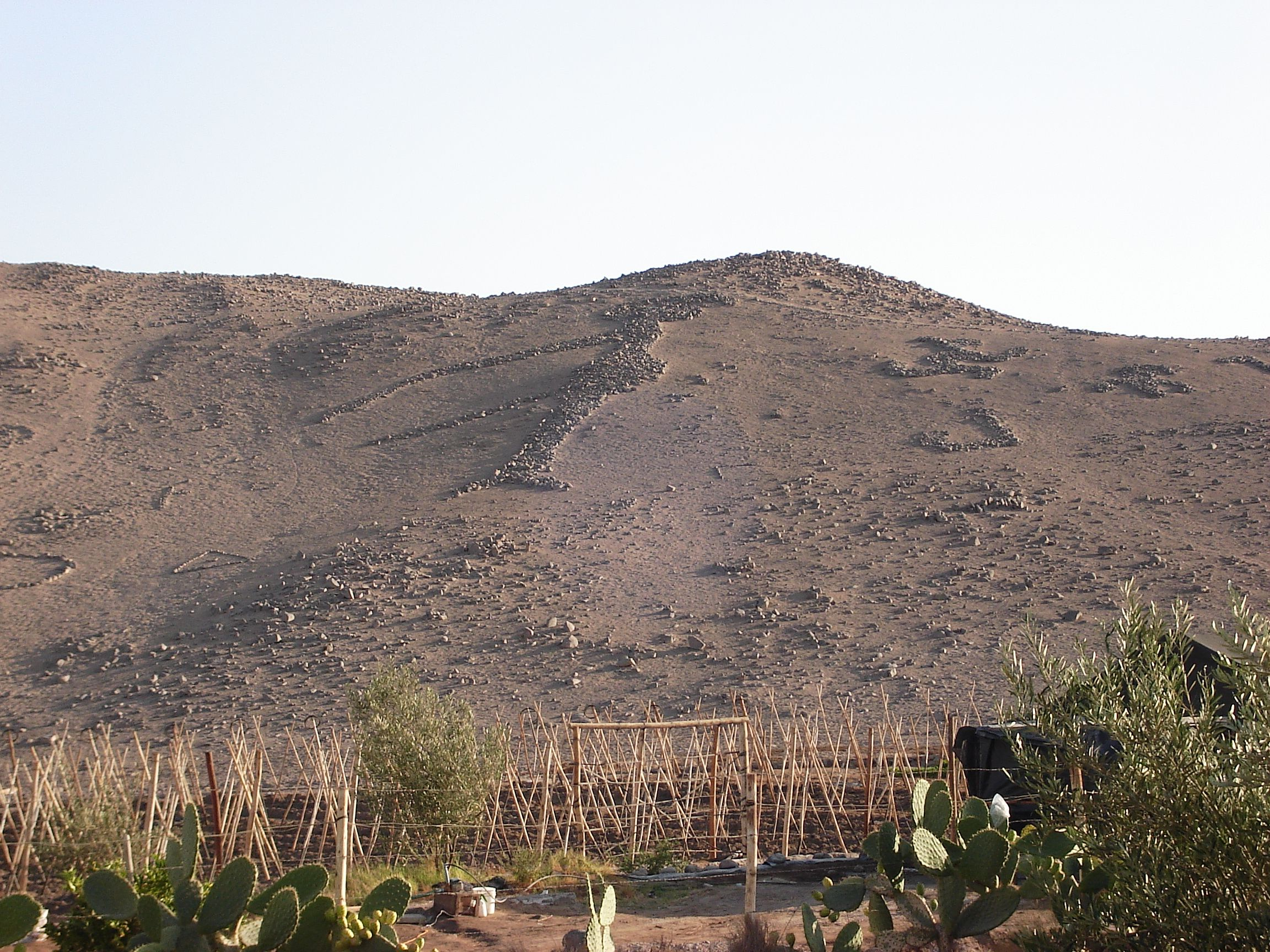
Geoglifos em Arica(Chile).
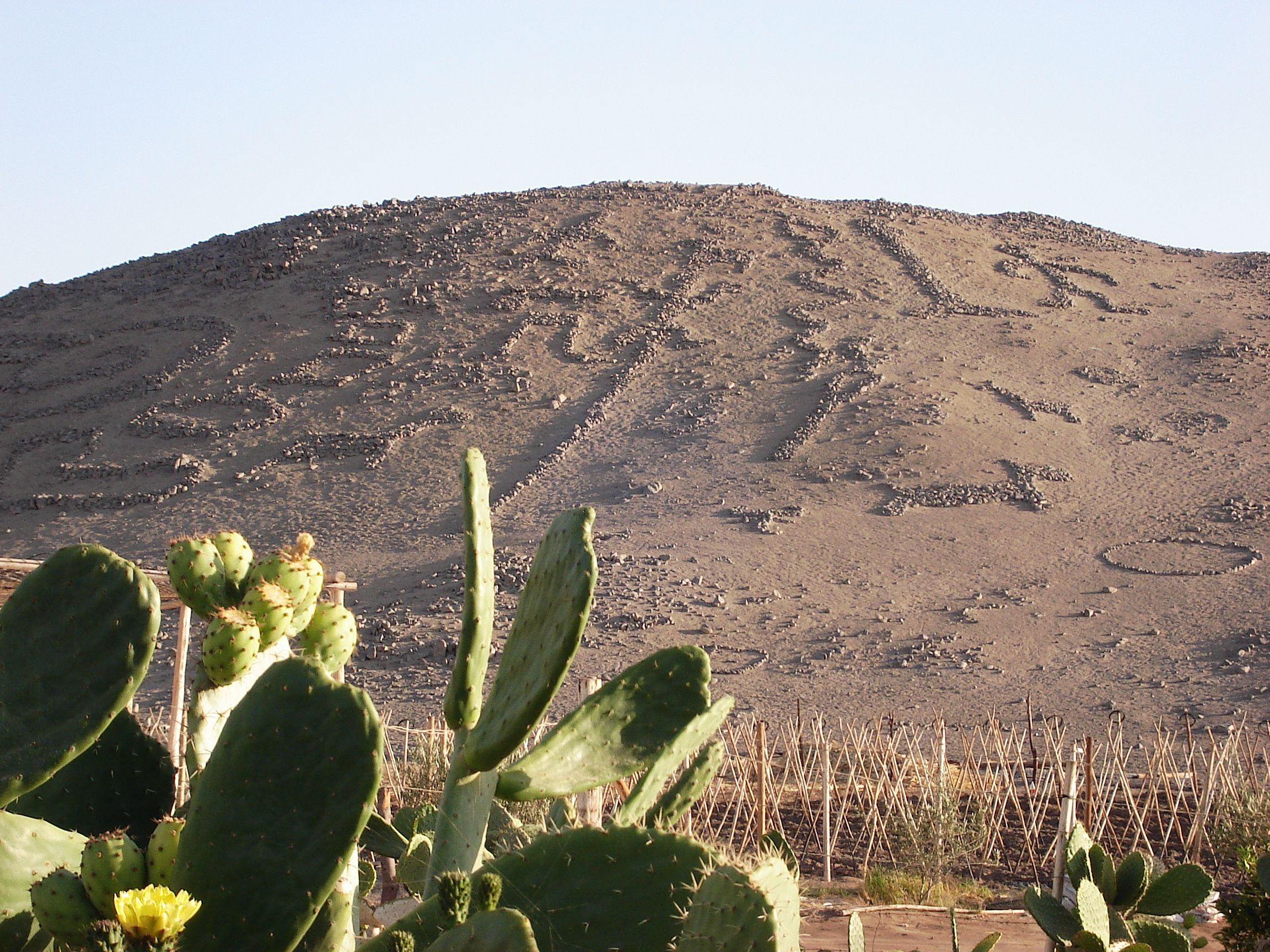
Geoglifos em Arica(Chile).
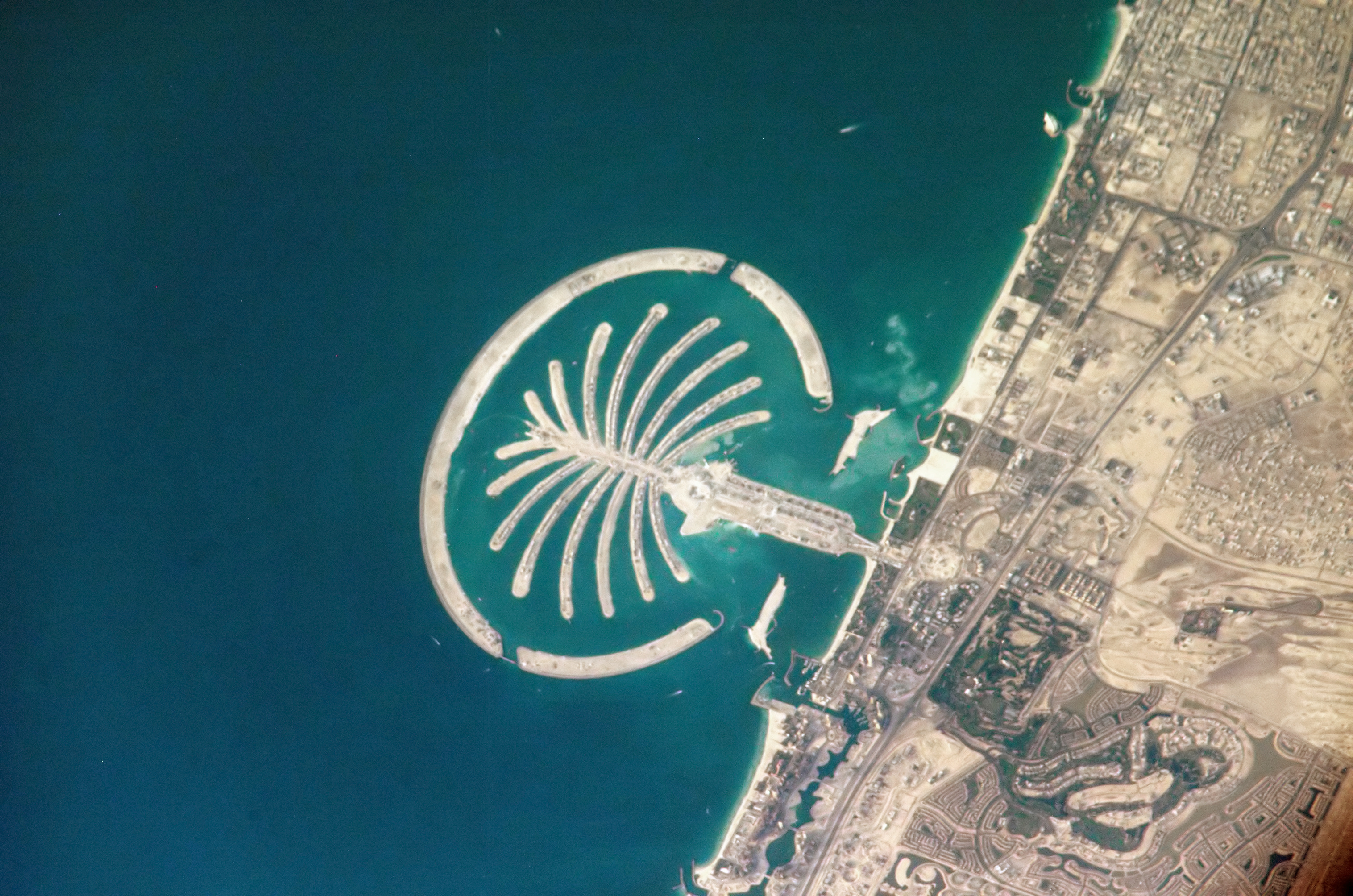
Palm Island - Dubai.
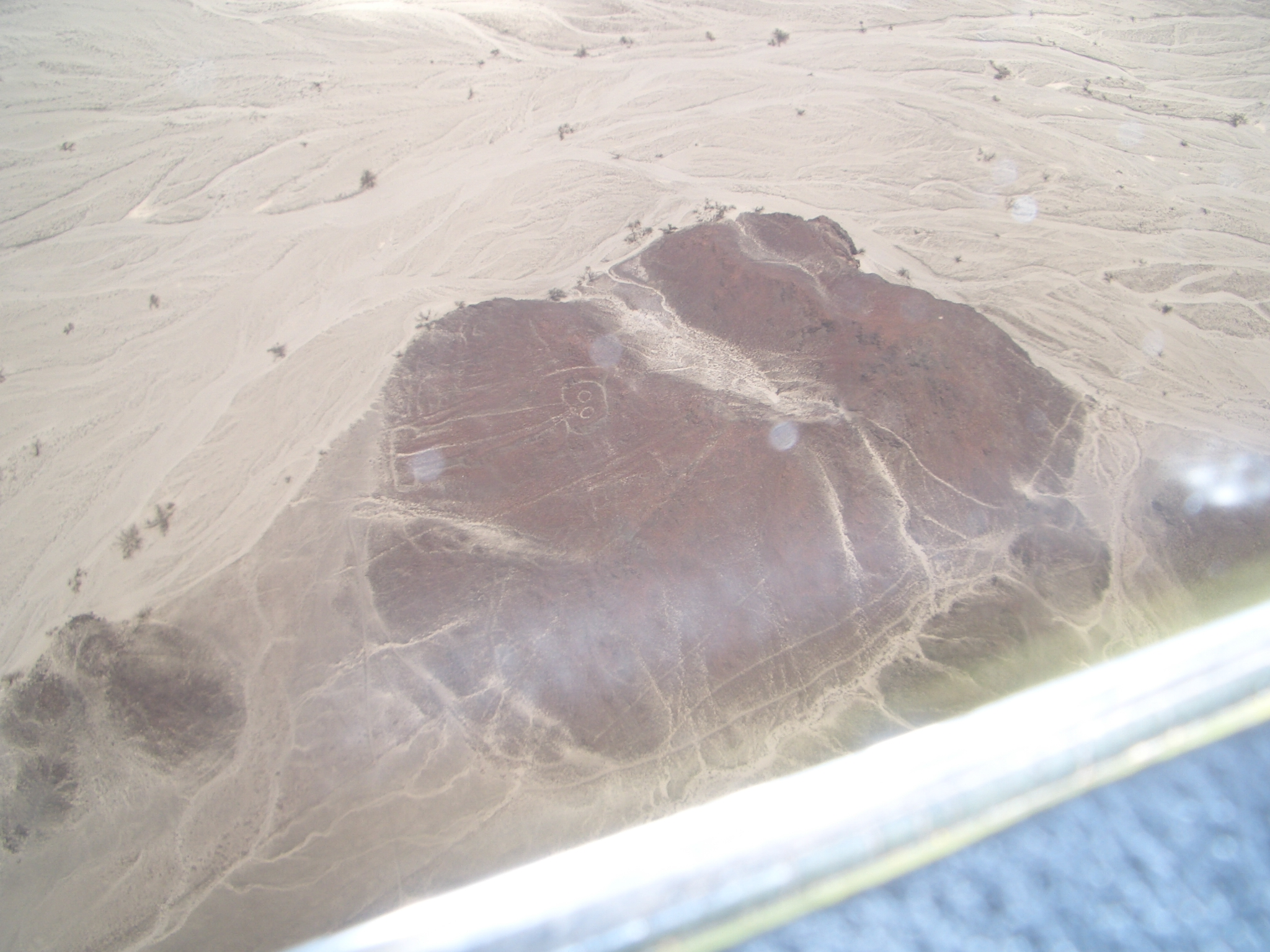
O astronauta - Nazca